# Pidhirea, Brodî
Pidhirea (în ucraineană Підгір'я) este un sat în comuna Ponîkva din raionul Brodî, regiunea Liov, Ucraina.

## Demografie
Componența lingvistică a localității Pidhirea
     Ucraineană (99,55%)
     Alte limbi (0,45%)
Conform recensământului din 2001, majoritatea populației localității Pidhirea era vorbitoare de ucraineană (99,55%), existând în minoritate și vorbitori de alte limbi.